# Guggisberg
Guggisberg es una comuna suiza del cantón de Berna, situada en el distrito administrativo de Berna-Mittelland. Limita al norte con la comuna de Schwarzenburg, al este con Rüschegg, al sur con Oberwil im Simmental, y al oeste con Plaffeien (FR) y Alterswil (FR).
Hasta el 31 de diciembre de 2009 situada en el distrito de Schwarzenburg. Formada por las localidades de: Riffenmatt-Schwendi, Kriesbaumen, Riedstätt, Kalchstätten, Hirschmatt-Laubbach, Riedacker, Sangernboden y Ottenleuebad.

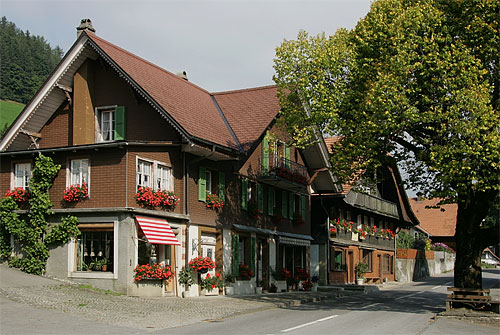
Centro de Guggisberg.